# موی وزکرده
موی وز کرده یا وز شدن پیشروندۀ اکتسابی (به انگلیسی: Kinking hair)، نوعی بیماری پوستی است که عمدتاً در مردان بالغِ مبتلا به آلوپسی آندروژنتیک  دیده می‌شود. این بیماری به صورت پیچ خوردگی و تیره شدن تدریجی موهای فرونتال، گیجگاهی، گوش و فوق سر ظاهر می‌شود. این وضعیت در مو، زیر میکروسکوپ به صورت پیچ خوردگی و وز خوردگی با شیارهای طولی یا بدون شیار مشاهده می‌شود. 